# Le Retour (roman)
Pour les articles homonymes, voir Le Retour.
Le Retour est un roman de Michel Droit publié en 1964 aux éditions Julliard et ayant reçu le grand prix du roman de l'Académie française la même année.

## Résumé
Après ses études en droit, Philippe commence sa carrière d'avocat à Alger. Il est contraint de partir rejoindre sa mère à Paris, durant l'été 1962, laquelle est partie quelques semaines plus tôt, mais il espère qu'ils vont pouvoir revenir vivre en Algérie. En attendant, il accepte une place dans un cabinet, proposée par un camarade de son père.

## Éditions
- Le Retour, éditions Julliard, 1964.